# Ixinandria steinbachi
Ixinandria steinbachi (Іксінандрія Стейнбаха) — єдиний вид роду Ixinandria з групи Rineloricaria триби Loricariini з підродини Loricariinae родини Лорікарієві ряду сомоподібні. Наукова назва роду походить від грецьких слів ixine, тобто «варикозне розширення вен», andria — «маленька людина».

## Опис
Загальна довжина сягає 11,3 см. Голова помірного розміру, морда дещо витягнута, сплощена зверху. У самців на краю голови присутні збільшені одонтоди (шкіряні зубчики). Присутні посторбітальні надрізи. Рот помірного розміру. Зуби широкі з горбиками, є 18 зубів на кожній передщелепній кістці. Тулуб подовжений. Спинний плавець невеличкий. Грудні плавці доволі широкі. У самців на них є шипи. На черевні повністю відсутні кісткові пластинки. Хвостовий плавець має 10 розгалужених променів.
Забарвлення відповідає кольору річкового дна.

## Спосіб життя
Біологія вивчена недостатньо. Це демерсальна риба. Зустрічається у гірських річках завглибшки 15-65 м (зі швидкою течією) з сильно насиченою киснем, на висоті від 200 до 2900 м над рівнем моря. Протягом дня ховається під каміння. Цей сом Активний уночі. Живиться нитчастими водоростями.
Самиця відкладає яйця на приховану частину каменів або в скельні порожнини.

## Розповсюдження
Мешкає у басейні річок Саладо, Бермехо — у межах Аргентини та Болівії.